# 潘頤福
潘頤福（1844年—1886年），清代湖北羅田人。同治十三年進士出身，授翰林院編修。著有咸丰朝《东华录》。